# Freejazz

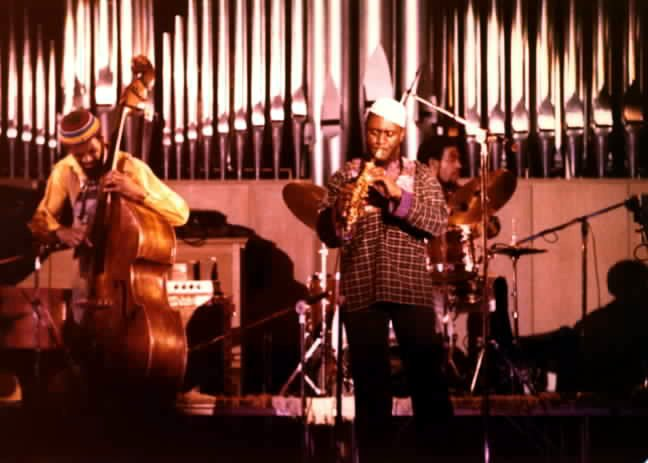
Jazzmusici Reggie Workman, Pharoah Sanders en Idris Muhammad spelen freejazz tijdens een optreden in 1978

Freejazz is een avant-gardistische muziekstijl binnen de jazzmuziek die zijn oorsprong vindt in de jaren 1950 en 1960. Jazzmusici die met deze stijl worden geassocieerd zijn onder anderen de saxofonisten Ornette Coleman, Frank Wright, Albert Ayler, de pianist Cecil Taylor en drummers Pierre Courbois, Han Bennink, Milford Graves en Sunny Murray. Kenmerkend voor deze stijl is het bewust afwijken van de in die tijd gangbare conventies binnen de jazz-improvisatie zoals vaste akkoordopvolgingen, tonale harmonie, of gelijkblijvend tempi en een vast metrum.
De beweging kreeg zijn grootste impuls (en zijn naam) toen Ornette Coleman van de westkust naar New York kwam en een contract tekende bij Atlantic Records. Met platenalbums als The Shape of Jazz to Come en Change of the Century zette Coleman een radicale stap in vergelijking met zijn vroegere, meer conventionele werk. In 1960 verscheen Free Jazz: A Collective Improvisation en free jazz sloeg aan als benaming voor deze vernieuwende beweging binnen de jazz. 

## Kenmerken
Freejazz is wellicht een van de minst toegankelijke en daardoor minder populaire stijlen binnen de jazz. De muziek komt hard en agressief over en er wordt vaak gebruikgemaakt van sterke dissonanten, grotere verschillen in toonhoogte en ook het het gebruik van zeer hoge registers (altissimo) is gebruikelijk. Een freejazz-uitvoering maakt veelal niet of nauwelijks gebruik van vooraf gecomponeerde melodieën of akkoordopvolgingen. Improvisaties bestaan vaak uit korte frases die door medespelers geïmiteerd worden.
De freejazzbands bestaan vaak uit relatief weinig spelers. In eerste instantie werd de pianist meestal weggelaten omdat deze traditioneel gezien het spelen van de akkoordopvolgingen als taak had, en het waren juist deze akkoordopvolgingen en vaste harmonieën waarvan men zich wilde bevrijden.